# جون مورغان (مقدم برامج إذاعية)
جون مورغان (بالإنجليزية: John Morgan)‏ هو مقدم برامج إذاعية أمريكي، ولد في 15 مارس 1977 في دالاس في الولايات المتحدة.